# Monstrotanais mirabilicheles
Monstrotanais mirabilicheles is een naaldkreeftjessoort . De wetenschappelijke naam van de soort is voor het eerst geldig gepubliceerd in 1981 door Kudinova-Pasternak.